# Rodney Keller
Pour les personnes ayant le même patronyme, voir Keller.
Rodney Frederick Leopold Keller (1900-1954) est un officier canadien surtout connu pour sa participation à la bataille de Normandie en 1944 pendant la Seconde Guerre mondiale.

## Carrière
Rodney Keller est né le 2 octobre 1900 à Tetbury, Gloucestershire, Angleterre. Il émigra au Canada avec ses parents et fit ses études au Collège militaire royal du Canada de Kingston (Ontario) vers la fin de la Première Guerre mondiale. Après avoir obtenu son brevet d'officier, il fit assigné à l'un des régiments permanent des Forces armées canadiennes, le Princess Patricia's Canadian Light Infantry (PPCLI). Démontrant de belles aptitudes, ses supérieurs l'envoyèrent compléter sa formation au Camberley Staff College de Grande-Bretagne, comme c'était alors la coutume.
Lorsque le Canada entra en guerre aux côtés de la Grande-Bretagne en 1939, Keller fut promu major et envoyé outre-mer avec la brigade canadienne. En 1941, il fut promu commandant du PPCLI et quelques mois plus tard, il devint le commandant de la 1re Bridage d'infanterie canadienne. Promu au rang de major-général, il commanda la 3e Division canadienne d'infanterie entre le 8 septembre 1942 et 8 août 1944. Lors du Jour J, Keller commanda ses troupes lors du débarquement en Normandie. Il fut blessé le 8 août par un tir ami, les bombardiers américains touchant par mégarde les troupes canadiennes lors de l'Opération Totalize.

## Fin de vie
Le major-général Keller était très populaire auprès de ses troupes à cause de son comportement et de ses prises de position en leur faveur. Cependant, il avait un problème avec l'alcool et commit certaines indiscrétions avant le Jour J qui lui aliénèrent ses supérieurs. Après sa blessure, il n'eut plus de commandement et prit sa retraite en 1946. Il est mort en 1954 lors d'une visite en Normandie.